# Don't Look Back (album Boston)
Don't Look Back è il secondo album dei Boston, pubblicato per la prima volta nel 1978 che ha raggiunto la prima posizione nella Billboard 200 per due settimane ed in Canada, l'ottava posizione in Svezia, la nona in Norvegia e Regno Unito e la decima in Olanda.

## Tracce
Lato A
1. Don't Look Back - 6:00 - (Tom Scholz)
2. The Journey - 1:44 - (Tom Scholz)
3. It's Easy - 4:24 - (Tom Scholz)
4. A Man I'll Never Be - 6:36 - (Tom Scholz)

Lato B
1. Feelin' Satisfied - 4:11 - (Tom Scholz)
2. Party - 4:06 - (Brad Delp; Tom Scholz)
3. Used To Bad News - 2:57 - (Brad Delp)
4. Don't Be Afraid - 3:48 - (Tom Scholz)

## Singoli
- 1978: Don't Look Back
- 1978: A Man I'll Never Be
- 1979: Feelin' Satisfied

## Formazione
- Tom Scholz - chitarra solista, chitarra acustica, basso, organo
- Brad Delp - voce
- Barry Goudreau - chitarra solista, percussioni
- Fran Sheehan - basso, percussioni
- Sib Hashian - batteria, percussioni

## Altri musicisti
- Cindy, Gloria, Rob, Tom (mani)